# Arquidiócesis de Florianópolis
La arquidiócesis de Florianópolis (en latín: Archidioecesis Florianopolitana y en portugués: Arquidiocese de Florianópolis) es una circunscripción eclesiástica de la Iglesia católica en Brasil. Se trata de una arquidiócesis latina, sede metropolitana de la provincia eclesiástica de Florianópolis. Desde el 28 de septiembre de 2011 su arzobispo es Wilson Tadeu Jönck, de los Sacerdotes del Sagrado Corazón de Jesús.

## Territorio y organización
La arquidiócesis tiene 8225 km² y extiende su jurisdicción sobre los fieles católicos de rito latino residentes en 30 municipios del estado de Santa Catarina: Florianópolis, Águas Mornas, Angelina, Anitápolis, Antônio Carlos, Balneário Camboriú, Biguaçu, Bombinhas, Botuverá, Brusque, Camboriú, Canelinha, Garopaba, Governador Celso Ramos, Guabiruba, Itajaí, Itapema, Leoberto Leal, Major Gercino, Nova Trento, Palhoça, Paulo Lopes, Porto Belo, Rancho Queimado, Santo Amaro da Imperatriz, São Bonifácio, São João Batista, São José, São Pedro de Alcântara y Tijucas.
La sede de la arquidiócesis se encuentra en la ciudad de Florianópolis, en donde se halla la Catedral de Nuestra Señora del Destierro y Santa Catalina de Alejandría.
En 2021 en la arquidiócesis existían 71 parroquias agrupadas en dos regiones episcopales y 13 foranías:
- región episcopal Sur: foranías de Florianópolis Centro-Sur, Florianópolis Norte, Florianópolis Continente, São José, São José-Barreiros, Palhoça, Santo Amaro y Biguaçu;
- región episcopal Norte: foranías de Tijucas, Itapema, Camboriú, Itajaí y Brusque.

La arquidiócesis tiene como sufragáneas a las diócesis de Criciúma y Tubarão.

## Historia
La diócesis de Santa Catarina fue erigida el 19 de marzo de 1908 mediante la bula Quum Sanctissimus Dominus Noster del papa Pío X, obteniendo el territorio de la diócesis de Curitiba (hoy arquidiócesis de Curitiba).
Originalmente sufragánea de la arquidiócesis de San Sebastián de Río de Janeiro, el 15 de agosto de 1910 pasó a formar parte de la provincia eclesiástica de la arquidiócesis de Porto Alegre.
El 17 de enero de 1927 cedió partes de su territorio para la erección de las diócesis de Lages y de Joinville y al mismo tiempo fue elevada al rango de arquidiócesis metropolitana y asumió su nombre actual, todo mediante la bula Inter praecipuas de papa Pío XI.
El 25 de noviembre de 1949 el arzobispo Joaquim Domingues de Oliveira creó el archivo histórico eclesiástico de la arquidiócesis.
El 28 de diciembre de 1954 cedió una porción de su territorio para la erección de la diócesis de Tubarão mediante la bula Viget ubique del papa Pío XII.
El 23 de noviembre de 1968 cedió una porción de su territorio para la erección de la diócesis de Rio do Sul mediante la bula Quam maxime del papa Pablo VI.
El 19 de abril de 2000 cedió otra porción de su territorio para la erección de la diócesis de Blumenau mediante la bula Venerabiles Fratres del papa Juan Pablo II.
El 5 de noviembre de 2024 el papa Francisco erigió con dos de sus diócesis sufragáneas las provincias eclesiásticas de Chapecó y de Joinville, cediéndoles como sufragáneas a las diócesis de Blumenau, Caçador, Joaçaba, Lages y Rio do Sul.

## Estadísticas
Según el Anuario Pontificio 2022 la arquidiócesis tenía a fines de 2021 un total de 1 148 923 fieles bautizados.
| Año                                                                             | Población            | Población | Población      | Sacerdotes | Sacerdotes    | Sacerdotes    | Bautizados por sacerdote | Diáconos permanentes | Religiosos | Religiosos | Parroquias |
| Año                                                                             | Bautizados católicos | Total     | % de católicos | Total      | Clero secular | Clero regular | Bautizados por sacerdote | Diáconos permanentes | Varones    | Mujeres    | Parroquias |
| ------------------------------------------------------------------------------- | -------------------- | --------- | -------------- | ---------- | ------------- | ------------- | ------------------------ | -------------------- | ---------- | ---------- | ---------- |
| 1950                                                                            | 550 000              | 584 000   | 94.2           | 126        | 52            | 74            | 4365                     |                      | 100        | 520        | 58         |
| 1966                                                                            | 420 000              | 455 000   | 92.3           | 125        | 44            | 81            | 3360                     |                      | 110        | 540        | 32         |
| 1970                                                                            | 410 643              | 465 173   | 88.3           | 122        | 55            | 67            | 3365                     | 1                    | 84         | 439        | 39         |
| 1976                                                                            | 590 061              | 610 334   | 96.7           | 129        | 52            | 77            | 4574                     | 11                   | 147        | 449        | 43         |
| 1980                                                                            | 600 000              | 660 000   | 90.9           | 138        | 61            | 77            | 4347                     | 19                   | 160        | 318        | 47         |
| 1990                                                                            | 758 000              | 834 000   | 90.9           | 147        | 71            | 76            | 5156                     | 56                   | 175        | 493        | 53         |
| 1999                                                                            | 973 509              | 1 146 653 | 84.9           | 157        | 91            | 66            | 6200                     | 82                   | 142        | 460        | 62         |
| 2000                                                                            | 910 000              | 999 097   | 91.1           | 162        | 96            | 66            | 5617                     | 82                   | 140        | 445        | 53         |
| 2001                                                                            | 953 976              | 1 191 505 | 80.1           | 163        | 101           | 62            | 5852                     | 86                   | 151        | 446        | 58         |
| 2002                                                                            | 953 344              | 1 191 505 | 80.0           | 142        | 79            | 63            | 6713                     | 86                   | 202        | 437        | 58         |
| 2003                                                                            | 970 344              | 1 300 406 | 74.6           | 170        | 96            | 74            | 5707                     | 88                   | 350        | 446        | 59         |
| 2004                                                                            | 966 438              | 1 243 807 | 77.7           | 177        | 102           | 75            | 5460                     | 88                   | 239        | 448        | 59         |
| 2006                                                                            | 1 080 000            | 1 385 000 | 78.0           | 185        | 110           | 75            | 5837                     | 96                   | 198        | 435        | 64         |
| 2013                                                                            | 1 201 000            | 1 535 000 | 78.2           | 193        | 116           | 77            | 6222                     | 140                  | 157        | 380        | 69         |
| 2016                                                                            | 1 230 000            | 1 587 000 | 77.5           | 202        | 123           | 79            | 6089                     | 147                  | 154        | 388        | 70         |
| 2019                                                                            | 1 259 700            | 1 625 340 | 77.5           | 205        | 133           | 72            | 6144                     | 138                  | 111        | 384        | 71         |
| 2021                                                                            | 1 148 923            | 1 914 872 | 60.0           | 212        | 140           | 72            | 5419                     | 137                  | 140        | 386        | 71         |
| Fuente: Catholic-Hierarchy, que a su vez toma los datos del Anuario Pontificio. |                      |           |                |            |               |               |                          |                      |            |            |            |

## Episcopologio
- João Batista Becker † (3 de mayo de 1908-1 de agosto de 1912 nombrado arzobispo de Porto Alegre)
  - João Borges Quintão, C.M. † (21 de junio de 1913-?) (obispo electo)
- Joaquim Domingues de Oliveira † (2 de abril de 1914-18 de mayo de 1967 falleció)
- Alfonso Niehues † (18 de mayo de 1967 por sucesión-23 de enero de 1991 retirado)
- Eusébio Oscar Scheid, S.C.I. † (23 de enero de 1991-25 de julio de 2001 nombrado arzobispo de San Sebastián de Río de Janeiro)
- Murilo Sebastião Ramos Krieger, S.C.I. (20 de febrero de 2002-12 de enero de 2011 nombrado arzobispo de San Salvador de Bahía)
- Wilson Tadeu Jönck, S.C.I., desde el 28 de septiembre de 2011